# 카를로 핀솔리오
카를로 핀솔리오(이탈리아어: Carlo Pinsoglio, 1990년 3월 16일 ~ )는 유벤투스에서 뛰는 이탈리아의 축구 선수이다.

## 클럽 경력

### 유벤투스
몬칼리에리에서 태어난 핀솔리오는 유벤투스 유소년팀에 입단하여 2010년까지 유스팀에서 활동하였다.
2008년부터 09-10시즌이 끝날 때까지 골키퍼로 유스팀을 마쳤다.
유벤투스 성인팀으로 승격 후 FC 에스페리아 비아레조로 이적하여 주전 골키퍼가 되었다.
그는 2011년 6월 30일에 토리노로 돌아왔다.
2011년 7월, 치로 임모빌레와 함께 세리에 B에 속한 페스카라로 임대를 가게 된다.
2011년 9월 10일, 그는 홈 경기에서 처음으로 크로토네과의 홈 경기에 선발 골키퍼로 데뷔했다.
2017-2018시즌 마지막 경기에서 63분경 부폰과 교체 투입되어 1실점을 하게 된다.
2018-2019시즌 5월 세리에a 38라운드 삼프도리아전에서 선발출장을 했으나 2실점을 해 팀의 패배는 막지 못하였다.
19-20시즌 프리시즌에서 팀k리그와의 경기에서 전반40분경 교체투입 되어 세징야와 타가트에게 2실점을 하고 60분경 부폰과 교체되었다.

### 비첸차
2012년 1월 유벤투스에서 비첸차로 이적하였다.
팀에서는 알베르토 프리손에 이어 세컨드 골키퍼로 분류되었지만, 칼초 카타니아로 이적함으로 인해 주전 골키퍼가 되었다.
23경기를 뛴 후, 이적생인 니콜라스 브레멕에게 밀려 모데나로 임대를 가게 된다.

### 모데나(임대)
2013년 7월 23일 모데나로 임대 후 23경기를 뛰었다.

### 유벤투스
2014년 6월 20일, 유벤투스는 계약금 70만유로로 3년 계약을 맺었다.

### 모데나(임대)
2014년 7월 4일 모데나로 재임대되었다.

### 리보르노(임대)
2015년 8월 3일, 임대 복귀 후 리보르노로 임대되었다.

### 라티나(임대)
2016년 7월, 임대 복귀 후 라티나로 임대되었다.

## 국가대표 경력
2011년 2월 8일, 엠폴리에서 열린 잉글랜드와의 친선 경기에서 U-21 국가대표 데뷔를 하였다.
2013년 UEFA U-21 축구 대표팀으로 소집되어 현재까지 9경기를 치렀다.

## 수상
유벤투스
- 세리에 A: 2017–18, 2018–19
- 코파 이탈리아: 2017–18
- 수페르코파 이탈리아나: 2018